# 車同軌
車同軌，是指车辆道路的统一规范，出自春秋时期管子。随着时代的发展 ，古今“車同軌”的概念也有所区别。

## 历史时代
春秋末期
- 在管子君臣上中，“天子出令于天下，诸侯受令于天子，大夫受令于君，子受令于父母，下听其上，弟听其兄，此至顺矣。 衡石一称，斗斛一量，丈尺一綧制，戈兵一度，书同名，车同轨，此至正也。” 管子用“車同軌”表达自己对包括车辆交通有统一法令的愿望，“君据法而出令，有司奉命而行事，百姓顺上而成俗，著久而为常。”“是以四海之内，可得而治”。[1]韓復智引证考古资料证明，春秋时代车辆道路没有统一的规范。[3]

战国末期
- 在禮記中庸篇第28章中，“非天子，不議禮，不制度，不考文。今天下，車同軌，書同文，行同倫。” “車同軌”描述了那时的社会发展景象，诸侯国内，車俩有天子统一的轨道，书籍有天子统一的文字，行为有天子统一的議禮和制度。“車同軌”，等级不同的车辆在统一轨道上行驶，战国时代车辆道路已经有了统一的规范。[4]

秦汉时期
- 在史记秦始皇本纪中，“一法度衡石丈尺，车同轨，书同文字。” “車同軌”表达了秦始皇顺应“今天下，車同軌，書同文，行同倫。” 的历史发展阶段，维护中央集权，依法治国，在政治經濟和文化思想领域推行的統一措施。[3]

近代
- 譚世保氏认为，“車同軌”是秦始皇君臣們维护中央集权，依法治国所沿用前人的口號。[2]

## 其他
現代鐵道的標準軌軌距，傳承自古羅馬馬戰車輪距，羅馬帝國後，歐洲的馬車都採用與古羅馬戰車相同的輪距，而後來鐵路發明後，也將標準軌距定義為與馬車相同的軌距。